# 宮崎県章

宮崎県徽章（1912年制定）

宮崎県徽章（みやざきけんきしょう）、通称宮崎県章（みやざきけんしょう）は、日本の都道府県の一つ、宮崎県の県章。
旧著作権法の規定により、1943年（昭和18年）1月1日よりパブリックドメインとなっている。

## 概要
1912年（明治45年）1月14日の県告示第1号により制定。現行の都道府県章の中では3番目（デザインとしては4番目）に古い。
宮崎県の旧国名「日向」の「日」を中央に配置し県の躍進を願い「向」を三方に伸びる陽光で表現している。なお、1964年（昭和39年）制定の宮崎県旗にはこの県章は図示されておらず、県章と県旗のデザインが異なる県の一つとなっている。